# Luis Muriel
Luis Fernando Muriel Fruto (Santo Tomás, 16 aprile 1991) è un calciatore colombiano, attaccante dell'Orlando City.

## Caratteristiche tecniche
È un centravanti ambidestro, dotato di notevole tecnica e velocità. Viene paragonato per movenze e stili di gioco a Ronaldo. Nel corso della carriera, alcuni problemi fisici ne hanno limitato il potenziale atletico.

## Carriera

### Club

#### Gli inizi
Incomincia la carriera nel 2001 nelle giovanili dell'Atlético Junior. Nel gennaio del 2008 passa al Deportivo Cali, in cui debutta in prima squadra nella massima serie colombiana il 12 luglio 2009 nella partita vinta 1-0 contro l'Envigado.
Nel mese di marzo del 2010, durante il Torneo di Apertura, si mette in evidenza segnando 5 gol in una striscia di 3 partite consecutive. In tutto con il Deportivo Cali segna 9 reti in 11 presenze. Il 7 marzo 2010 contro l'Once Caldas realizza una tripletta la partita viene vinta 3 a 0 grazie ai suoi gol. Il 18 aprile 2010 segna 2 gol nella partita vinta 5 a 2 contro il Cortuluá; nella stessa partita realizza inoltre anche 2 assist.
Il 22 giugno 2010 viene ceduto alla società italiana dell'Udinese, ma il 12 luglio dello stesso anno viene ceduto in prestito al Granada con cui totalizzerà 7 presenze nella Segunda División spagnola, in una stagione che si conclude con la promozione della squadra nella Liga.

#### Prestito al Lecce
Il 31 agosto 2011 è ceduto in prestito al Lecce, con cui debutta in Serie A il 26 ottobre 2011 nella partita persa 2-0 contro il Palermo. Segna il suo primo gol il 4 dicembre nell'incontro perso 4-2 in casa del Napoli.
Dal 19 febbraio al 4 marzo 2012 va segno con il Lecce in tre giornate consecutive in massima serie (contro il Siena in casa, il Cagliari in trasferta e il Genoa in casa), evento senza precedenti, poi eguagliato dal giallorosso Marco Mancosu nel 2019-2020. Il 7 aprile 2012 segna la sua prima doppietta con la maglia del Lecce e in Serie A nella vittoria per 4-2 contro la Roma. Nonostante i suoi 7 gol segnati in 29 partite di campionato, il Lecce retrocede all'ultima giornata.

#### Udinese
Nella stagione 2012-2013 torna all'Udinese dopo il prestito, partecipando al ritiro estivo con la squadra friulana. Il 12 settembre 2012 rinnova il suo contratto con l'Udinese per altri cinque anni, fino al 30 giugno 2017. Riesce a mettere a segno il suo primo gol in maglia bianconera il 22 dicembre nell'incontro esterno pareggiato 1-1 con l'Atalanta. Il 14 aprile 2013 realizza la sua prima doppietta con la squadra bianconera, nella vittoria ottenuta per 3-0 a Parma. Alla fine dell'annata risulta il secondo cannoniere della formazione dietro Antonio Di Natale, con 11 gol siglati in 22 partite.
Il 1º agosto, nella prima gara della nuova stagione, segna una doppietta nel terzo turno preliminare di Europa League in casa del Široki Brijeg, battuto per 3-1; queste sono anche le sue prime due reti in competizioni UEFA per club della sua carriera. In campionato, il primo gol arriva il 25 agosto nella sconfitta per 2-1 sul campo della Lazio; conclude la sua seconda stagione in Friuli con 31 presenze totali e 8 gol.
Nell'estate del 2014 il club friulano rifiuta un'offerta di 18 milioni di euro più bonus per Muriel presentata dall'Atlético Madrid.

#### Sampdoria
Il 22 gennaio 2015 Luis, dopo aver giocato altre 11 partite con la maglia bianconera, viene ceduto a titolo temporaneo con obbligo di riscatto alla Sampdoria; le cifre dell'affare sono 10,5 milioni di € per l'obbligo di riscatto (più 1,5 milioni di € di bonus nel caso in cui il giocatore raggiunga almeno 30 presenze in maglia blucerchiata entro il 30 giugno 2016). Il calciatore sottoscrive un contratto fino a giugno 2019 scegliendo la maglia numero 24. Il 15 febbraio seguente esordisce in blucerchiato subentrando nell'intervallo a Joaquín Correa durante la gara Chievo-Sampdoria 2-1 nella quale al 91' segna il suo primo gol con la maglia blucerchiata. Il 1º marzo realizza un gol contro l'Atalanta, partita vinta dalla Samp per 1-2; il terzo sigillo con il Doria lo sigla invece il 16 marzo seguente, dopo 3 minuti dall'ingresso in campo, nella gara vinta per 2 a 0 contro la Roma. Segna la sua ultima rete dell'anno nella partita persa 4-2 contro il Napoli.
La stagione successiva gioca i preliminari di Europa League contro i serbi del Vojvodina; dopo la sconfitta casalinga per 4-0, al ritorno mette a segno la rete del 2-0 finale, risultato che però non basta per superare il turno. Gioca titolare nel 4-3-1-2 di Zenga dalla prima partita di Serie A contro il Carpi, in cui segna una doppietta e si procura il rigore realizzato dal compagno Éder sull'1-0; la partita finirà 5-2 per i doriani.
Nell'estate del 2016, dopo anni trascorsi con la maglia numero 24, decide di optare per il classico numero 9. Il 21 agosto, alla prima giornata di campionato, sigla il gol-vittoria in trasferta contro l'Empoli (0-1). L'11 settembre, pur perdendo la Sampdoria 3 a 2 contro la Roma allo stadio Olimpico, segna un gol al volo su lancio di Vasco Regini. Il 22 ottobre, nel derby col Genoa, segna il momentaneo 1-0 (partita finita poi 2-1) su assist di Quagliarella, segnando per la prima volta in una stracittadina. Sigla poi un gol in casa della Fiorentina su assist di Regini nel pareggio per 1-1 del 6 novembre, e il 20 dello stesso mese trova una doppietta nella vittoria casalinga in rimonta per 3-2 contro il Sassuolo. L'11 marzo 2017 decide il derby di ritorno, vinto per 1-0 (era dal 1960 che i blucerchiati non vincevano entrambi i derby di Serie A).
Realizza l'ultimo gol della sua avventura in blucerchiato il 21 maggio contro la sua ex squadra Udinese su rigore; al contempo viene espulso subito dopo la marcatura a causa di un'esultanza ritenuta dal direttore di gara irrispettosa verso i tifosi della Dacia Arena.

#### Siviglia e prestito alla Fiorentina
L'11 luglio 2017 viene acquistato a titolo definitivo per 20 milioni di euro più bonus dal Siviglia, con cui firma un contratto di cinque anni. L'esordio in Liga avviene il 19 agosto successivo, alla prima giornata contro l'Espanyol e il primo gol arriva il 17 settembre contro il Girona. Il 13 settembre esordisce in Champions League nella partita della fase a gironi contro il Liverpool e il 24 ottobre in Copa del Rey segna il gol dello 0-3 contro il Cartagena nella partita di andata dei sedicesimi di finale.
Il 1º gennaio 2019 viene acquistato dalla Fiorentina in prestito con diritto di riscatto a 14 milioni di euro. Esordisce con i viola il 13 dello stesso mese, giocando da titolare la partita degli ottavi di finale di Coppa Italia sul campo del Torino, battuto dai toscani per 0-2. Il successivo 20 gennaio segna le prime due reti in maglia viola contro la Sampdoria (sua ex squadra), nella gara valida per la 20ª giornata di campionato. Si sblocca in Coppa Italia nei quarti di finale contro la Roma, segnando il gol del momentaneo 3-1: la partita terminerà 7-1 per i gigliati.

#### Atalanta

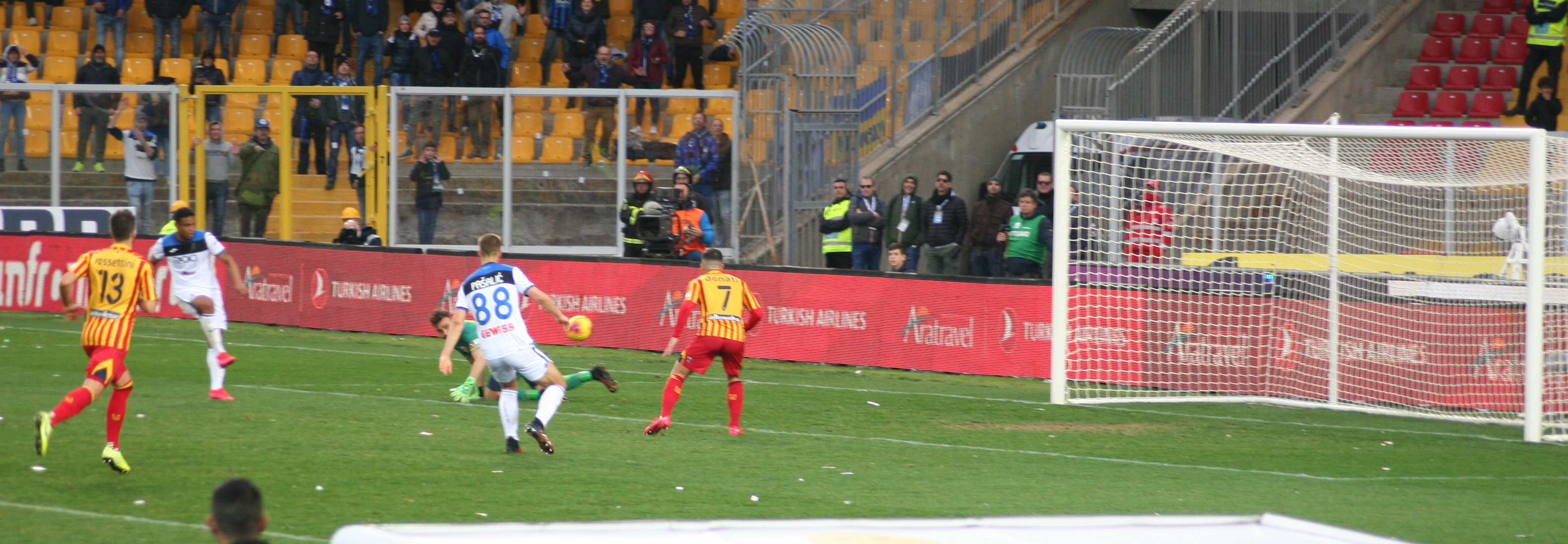
Muriel in gol contro la sua ex squadra del, allo stadio Via del mare il 1º marzo 2020

Il 21 giugno 2019, dopo non essere stato riscattato dalla Fiorentina, viene annunciato il suo passaggio a titolo definitivo all'Atalanta per 15 milioni più bonus ed un contratto quinquennale. Il 25 agosto, nel debutto con gli orobici subentrando dalla panchina, è subito decisivo segnando una doppietta che permette alla squadra bergamasca di ribaltare lo svantaggio in casa della SPAL, vincendo per 3-2; replica l'exploit il 19 ottobre, in occasione del pareggio in casa della Lazio (3-3). Nella successiva giornata di campionato ha realizzato una tripletta (la prima per lui in Serie A) nel successo per 7-1 contro l'Udinese. Il 26 novembre 2019 realizza la sua prima rete in Champions League nel successo per 2-0 contro la Dinamo Zagabria, che è al contempo il primo successo dei bergamaschi in Champions League. Il 6 gennaio 2020 raggiunge quota 200 presenze in massima serie. Con la doppietta segnata il 28 giugno 2020 contro l'Udinese, sua ex squadra, il colombiano diventa il giocatore che ha segnato più gol (9) da subentrato nella storia della Serie A in una singola stagione. L'8 luglio segna nel successo contro la Sampdoria (2-0) il suo decimo gol da subentrato, diventando il secondo giocatore a riuscirci dal 2000 in poi dopo Paco Alcácer (che ne ha realizzato 12 nel 2018-2019 con la maglia del Borussia Dortmund). Tredici giorni dopo raggiunge quota 11 reti da subentrato decidendo la sfida contro il Bologna.
L'anno successivo continua a essere decisivo dalla panchina, trovando comunque più spazio dal 1º minuto. Nel mentre è stato decisivo in Champions League nel successo per 0-1 contro l'Ajax che ha consentito agli orobici di raggiungere gli ottavi di finale. Agli ottavi l'Atalanta pesca il Real Madrid, venendo eliminata nonostante un gol di Muriel su punizione al ritorno in virtù della doppia sconfitta degli orobici sia all'andata che al ritorno. In campionato va a segno nei successi contro Roma (4-1) e Napoli (4-2), oltre a realizzare tre doppiette contro Crotone (1-2 per i bergamaschi), Bologna (2-2) e Udinese (3-2 per i bergamaschi).
Il 3 maggio 2023 segna il suo centesimo gol in Serie A nella vittoria contro lo Spezia (3-2).

#### Approdo in MLS: Orlando City
Dopo 184 presenze e 68 reti in maglia nerazzurra, il 15 febbraio 2024 si trasferisce all'Orlando City, squadra statunitense militante in MLS, con la quale sigla un contratto triennale.
Il 27 febbraio gioca la prima partita in assoluto da titolare in Champions Cup contro il Cavalry, fornendo l'assist per l'uno a zero a Nicolás Lodeiro.

### Nazionale
Viene convocato con la sua Colombia per il campionato del mondo under-20 2011, che si disputa proprio in Colombia e nel quale sigla 4 gol complessivamente: una doppietta nella prima gara, contro la Francia, un gol nella terza partita, contro la Corea del Sud, e un gol nell'ottavo di finale contro la Costa Rica.
Debutta nella nazionale maggiore il 28 maggio 2012 nell'amichevole non ufficiale contro la Guyana vinta per 7-1 dove mette a segno una doppietta. Fa il suo debutto in una partita ufficiale il 10 giugno seguente contro l'Ecuador, nella partita persa per 1-0.
Viene convocato per la Copa América 2015 e fa il suo debutto nella partita di quarti di finale facendosi parare un rigore nella fase finale dell'incontro (ovvero i calci di rigore) da l'allora compagno di squadra alla Samp Sergio Romero, causando l'uscita della Colombia dalla competizione.
Il 9 maggio 2016 viene selezionato dal commissario tecnico José Pekerman per la Copa América Centenario che si gioca negli Stati Uniti dal 3 al 26 giugno.
Successivamente partecipa anche ai Mondiali 2018 e alla Copa América 2019; in quest'ultima competizione ha dovuto abbandonare la squadra dopo la prima partita vinta per 2-0 contro l'Argentina, per infortunio a seguito di un contrasto con Leandro Paredes.
Il 7 settembre 2019 realizza una doppietta nell'amichevole pareggiata per 2-2 contro il Brasile.

## Statistiche

### Presenze e reti nei club
Statistiche aggiornate al 21 settembre 2024.
| Stagione              | Squadra               | Campionato            | Campionato | Campionato | Coppe nazionali | Coppe nazionali | Coppe nazionali | Coppe continentali | Coppe continentali | Coppe continentali | Altre coppe | Altre coppe | Altre coppe | Totale | Totale |
| Stagione              | Squadra               | Comp                  | Pres       | Reti       | Comp            | Pres            | Reti            | Comp               | Pres               | Reti               | Comp        | Pres        | Reti        | Pres   | Reti   |
| --------------------- | --------------------- | --------------------- | ---------- | ---------- | --------------- | --------------- | --------------- | ------------------ | ------------------ | ------------------ | ----------- | ----------- | ----------- | ------ | ------ |
| 2009                  | Deportivo Cali        | PD                    | 1          | 0          | -               | -               | -               | -                  | -                  | -                  | -           | -           | -           | 1      | 0      |
| 2010                  | Deportivo Cali        | PD                    | 10         | 9          | -               | -               | -               | -                  | -                  | -                  | -           | -           | -           | 10     | 9      |
| Totale Deportivo Cali | Totale Deportivo Cali | Totale Deportivo Cali | 11         | 9          |                 | -               | -               |                    | -                  | -                  |             | -           | -           | 11     | 9      |
| 2010-2011             | Granada               | SD                    | 7          | 0          | CR              | 2               | 0               | -                  | -                  | -                  | -           | -           | -           | 9      | 0      |
| 2011-2012             | Lecce                 | A                     | 29         | 7          | CI              | 0               | 0               | -                  | -                  | -                  | -           | -           | -           | 29     | 7      |
| 2012-2013             | Udinese               | A                     | 22         | 11         | CI              | 1               | 0               | UCL+UEL            | 0                  | 0                  | -           | -           | -           | 23     | 11     |
| 2013-2014             | Udinese               | A                     | 24         | 4          | CI              | 3               | 2               | UEL                | 4                  | 2                  | -           | -           | -           | 31     | 8      |
| 2014-gen. 2015        | Udinese               | A                     | 11         | 0          | CI              | 0               | 0               | -                  | -                  | -                  | -           | -           | -           | 11     | 0      |
| Totale Udinese        | Totale Udinese        | Totale Udinese        | 57         | 15         |                 | 4               | 2               |                    | 4                  | 2                  |             | -           | -           | 65     | 19     |
| gen.-giu. 2015        | Sampdoria             | A                     | 16         | 4          | -               | -               | -               | -                  | -                  | -                  | -           | -           | -           | 16     | 4      |
| 2015-2016             | Sampdoria             | A                     | 32         | 6          | CI              | 1               | 0               | UEL                | 2                  | 1                  | -           | -           | -           | 35     | 7      |
| 2016-2017             | Sampdoria             | A                     | 31         | 11         | CI              | 2               | 2               | -                  | -                  | -                  | -           | -           | -           | 33     | 13     |
| Totale Sampdoria      | Totale Sampdoria      | Totale Sampdoria      | 79         | 21         |                 | 3               | 2               |                    | 2                  | 1                  |             | -           | -           | 84     | 24     |
| 2017-2018             | Siviglia              | PD                    | 29         | 7          | CR              | 9               | 2               | UCL                | 8                  | 0                  | -           | -           | -           | 46     | 9      |
| 2018-gen. 2019        | Siviglia              | PD                    | 6          | 1          | CR              | 2               | 0               | UEL                | 10                 | 3                  | SS          | 1           | 0           | 19     | 4      |
| Totale Siviglia       | Totale Siviglia       | Totale Siviglia       | 35         | 8          |                 | 11              | 2               |                    | 18                 | 3                  |             | 1           | 0           | 65     | 13     |
| gen.-giu. 2019        | Fiorentina            | A                     | 19         | 6          | CI              | 4               | 3               | -                  | -                  | -                  | -           | -           | -           | 23     | 9      |
| 2019-2020             | Atalanta              | A                     | 34         | 18         | CI              | 1               | 0               | UCL                | 6                  | 1                  | -           | -           | -           | 41     | 19     |
| 2020-2021             | Atalanta              | A                     | 36         | 22         | CI              | 5               | 1               | UCL                | 7                  | 3                  | -           | -           | -           | 48     | 26     |
| 2021-2022             | Atalanta              | A                     | 27         | 9          | CI              | 2               | 1               | UCL+UEL            | 5+5                | 1+3                | -           | -           | -           | 39     | 14     |
| 2022-2023             | Atalanta              | A                     | 29         | 3          | CI              | 2               | 0               | -                  | -                  | -                  | -           | -           | -           | 31     | 3      |
| 2023-feb. 2024        | Atalanta              | A                     | 18         | 2          | CI              | 2               | 0               | UEL                | 5                  | 4                  | -           | -           | -           | 25     | 6      |
| Totale Atalanta       | Totale Atalanta       | Totale Atalanta       | 144        | 54         |                 | 12              | 2               |                    | 28                 | 12                 |             | -           | -           | 184    | 68     |
| 2024                  | Orlando City          | MLS                   | 33         | 5          | -               | -               | -               | CCC                | 3                  | 0                  | LC          | 2           | 0           | 38     | 5      |
| Totale carriera       | Totale carriera       | Totale carriera       | 414        | 123        |                 | 36              | 11              |                    | 55                 | 18                 |             | 3           | 0           | 509    | 154    |

### Cronologia presenze e reti in nazionale
| Cronologia completa delle presenze e delle reti in nazionale ― Colombia | Cronologia completa delle presenze e delle reti in nazionale ― Colombia | Cronologia completa delle presenze e delle reti in nazionale ― Colombia | Cronologia completa delle presenze e delle reti in nazionale ― Colombia | Cronologia completa delle presenze e delle reti in nazionale ― Colombia | Cronologia completa delle presenze e delle reti in nazionale ― Colombia | Cronologia completa delle presenze e delle reti in nazionale ― Colombia | Cronologia completa delle presenze e delle reti in nazionale ― Colombia |
| Data                                                                    | Città                                                                   | In casa                                                                 | Risultato                                                               | Ospiti                                                                  | Competizione                                                            | Reti                                                                    | Note                                                                    |
| ----------------------------------------------------------------------- | ----------------------------------------------------------------------- | ----------------------------------------------------------------------- | ----------------------------------------------------------------------- | ----------------------------------------------------------------------- | ----------------------------------------------------------------------- | ----------------------------------------------------------------------- | ----------------------------------------------------------------------- |
| 10-6-2012                                                               | Quito                                                                   | Ecuador                                                                 | 1 – 0                                                                   | Colombia                                                                | Qual. Mondiali 2014                                                     | -                                                                       | 73’                                                                     |
| 6-2-2013                                                                | Miami Gardens                                                           | Guatemala                                                               | 1 – 4                                                                   | Colombia                                                                | Amichevole                                                              | 1                                                                       | 70’                                                                     |
| 11-6-2013                                                               | Barranquilla                                                            | Colombia                                                                | 2 – 0                                                                   | Perù                                                                    | Qual. Mondiali 2014                                                     | -                                                                       | 80’                                                                     |
| 14-8-2013                                                               | Barcellona                                                              | Colombia                                                                | 1 – 0                                                                   | Serbia                                                                  | Amichevole                                                              | -                                                                       | 59’                                                                     |
| 14-11-2013                                                              | Bruxelles                                                               | Belgio                                                                  | 0 – 2                                                                   | Colombia                                                                | Amichevole                                                              | -                                                                       | 60’                                                                     |
| 26-6-2015                                                               | Viña del Mar                                                            | Argentina                                                               | 0 – 0 (5 – 4 dtr)                                                       | Colombia                                                                | Coppa America 2015 - Quarti di finale                                   | -                                                                       | 86’                                                                     |
| 12-11-2015                                                              | Santiago del Cile                                                       | Cile                                                                    | 1 – 1                                                                   | Colombia                                                                | Qual. Mondiali 2018                                                     | -                                                                       | 72’                                                                     |
| 17-11-2015                                                              | Barranquilla                                                            | Colombia                                                                | 0 – 1                                                                   | Argentina                                                               | Qual. Mondiali 2018                                                     | -                                                                       | 46’                                                                     |
| 24-3-2016                                                               | La Paz                                                                  | Bolivia                                                                 | 2 – 3                                                                   | Colombia                                                                | Qual. Mondiali 2018                                                     | -                                                                       | 69’                                                                     |
| 1-9-2016                                                                | Barranquilla                                                            | Colombia                                                                | 2 – 0                                                                   | Venezuela                                                               | Qual. Mondiali 2018                                                     | -                                                                       | 70’                                                                     |
| 6-9-2016                                                                | Manaus                                                                  | Brasile                                                                 | 2 – 1                                                                   | Colombia                                                                | Qual. Mondiali 2018                                                     | -                                                                       | 82’                                                                     |
| 6-10-2016                                                               | Asunción                                                                | Paraguay                                                                | 0 – 1                                                                   | Colombia                                                                | Qual. Mondiali 2018                                                     | -                                                                       | 77’                                                                     |
| 11-10-2016                                                              | Barranquilla                                                            | Colombia                                                                | 2 – 2                                                                   | Uruguay                                                                 | Qual. Mondiali 2018                                                     | -                                                                       | 46’                                                                     |
| 10-11-2016                                                              | Barranquilla                                                            | Colombia                                                                | 0 – 0                                                                   | Cile                                                                    | Qual. Mondiali 2018                                                     | -                                                                       | 63’                                                                     |
| 23-3-2017                                                               | Barranquilla                                                            | Colombia                                                                | 1 – 0                                                                   | Bolivia                                                                 | Qual. Mondiali 2018                                                     | -                                                                       | 34’                                                                     |
| 7-6-2017                                                                | Murcia                                                                  | Spagna                                                                  | 2 – 2                                                                   | Colombia                                                                | Amichevole                                                              | -                                                                       | 80’                                                                     |
| 31-8-2017                                                               | San Cristóbal                                                           | Venezuela                                                               | 0 – 0                                                                   | Colombia                                                                | Qual. Mondiali 2018                                                     | -                                                                       | 80’                                                                     |
| 23-3-2018                                                               | Saint-Denis                                                             | Francia                                                                 | 2 – 3                                                                   | Colombia                                                                | Amichevole                                                              | 1                                                                       | 77’                                                                     |
| 28-6-2018                                                               | Samara                                                                  | Senegal                                                                 | 0 – 1                                                                   | Colombia                                                                | Mondiali 2018 - 1º turno                                                | -                                                                       | 31’                                                                     |
| 3-7-2018                                                                | Mosca                                                                   | Colombia                                                                | 1 – 1 dts (3 – 4 dtr)                                                   | Inghilterra                                                             | Mondiali 2018 - Ottavi di finale                                        | -                                                                       | 88’                                                                     |
| 7-9-2018                                                                | Miami Gardens                                                           | Venezuela                                                               | 1 – 2                                                                   | Colombia                                                                | Amichevole                                                              | -                                                                       | 68’                                                                     |
| 11-9-2018                                                               | East Rutherford                                                         | Argentina                                                               | 0 – 0                                                                   | Colombia                                                                | Amichevole                                                              | -                                                                       | 63’                                                                     |
| 22-3-2019                                                               | Yokohama                                                                | Giappone                                                                | 0 – 1                                                                   | Colombia                                                                | Amichevole                                                              | -                                                                       | 79’                                                                     |
| 26-3-2019                                                               | Seul                                                                    | Corea del Sud                                                           | 2 – 1                                                                   | Colombia                                                                | Amichevole                                                              | -                                                                       | 65’                                                                     |
| 4-6-2019                                                                | Bogotà                                                                  | Colombia                                                                | 3 – 0                                                                   | Panama                                                                  | Amichevole                                                              | 1                                                                       | 46’                                                                     |
| 9-6-2019                                                                | Lima                                                                    | Perù                                                                    | 0 – 3                                                                   | Colombia                                                                | Amichevole                                                              | -                                                                       | 46’                                                                     |
| 15-6-2019                                                               | Salvador                                                                | Argentina                                                               | 0 – 2                                                                   | Colombia                                                                | Coppa America 2019 - 1º turno                                           | -                                                                       | 14’                                                                     |
| 7-9-2019                                                                | Miami Gardens                                                           | Brasile                                                                 | 2 – 2                                                                   | Colombia                                                                | Amichevole                                                              | 2                                                                       | 68’                                                                     |
| 10-9-2019                                                               | Tampa                                                                   | Colombia                                                                | 0 – 0                                                                   | Venezuela                                                               | Amichevole                                                              | -                                                                       | 71’ 90+3’                                                               |
| 12-10-2019                                                              | Alicante                                                                | Colombia                                                                | 0 – 0                                                                   | Cile                                                                    | Amichevole                                                              | -                                                                       | 75’                                                                     |
| 15-10-2019                                                              | Lilla                                                                   | Algeria                                                                 | 3 – 0                                                                   | Colombia                                                                | Amichevole                                                              | -                                                                       | 46’                                                                     |
| 16-11-2019                                                              | Miami Gardens                                                           | Colombia                                                                | 1 – 0                                                                   | Perù                                                                    | Amichevole                                                              | -                                                                       | 59’                                                                     |
| 9-10-2020                                                               | Barranquilla                                                            | Colombia                                                                | 3 – 0                                                                   | Venezuela                                                               | Qual. Mondiali 2022                                                     | 2                                                                       | 54’                                                                     |
| 13-10-2020                                                              | Santiago del Cile                                                       | Cile                                                                    | 2 – 2                                                                   | Colombia                                                                | Qual. Mondiali 2022                                                     | -                                                                       |                                                                         |
| 13-11-2020                                                              | Barranquilla                                                            | Colombia                                                                | 0 – 3                                                                   | Uruguay                                                                 | Qual. Mondiali 2022                                                     | -                                                                       | 60’                                                                     |
| 17-11-2020                                                              | Quito                                                                   | Ecuador                                                                 | 6 – 1                                                                   | Colombia                                                                | Qual. Mondiali 2022                                                     | -                                                                       | 41’                                                                     |
| 3-6-2021                                                                | Lima                                                                    | Perù                                                                    | 0 – 3                                                                   | Colombia                                                                | Qual. Mondiali 2022                                                     | -                                                                       |                                                                         |
| 8-6-2021                                                                | Barranquilla                                                            | Colombia                                                                | 2 – 2                                                                   | Argentina                                                               | Qual. Mondiali 2022                                                     | 1                                                                       | 46’                                                                     |
| 17-6-2021                                                               | Goiânia                                                                 | Colombia                                                                | 0 – 0                                                                   | Venezuela                                                               | Coppa America 2021 - 1º turno                                           | -                                                                       | 63’                                                                     |
| 20-6-2021                                                               | Goiânia                                                                 | Colombia                                                                | 1 – 2                                                                   | Perù                                                                    | Coppa America 2021 - 1º turno                                           | -                                                                       | 61’                                                                     |
| 3-7-2021                                                                | Brasilia                                                                | Uruguay                                                                 | 0 – 0 (2 – 4 dtr)                                                       | Colombia                                                                | Coppa America 2021 - Quarti di finale                                   | -                                                                       | 67’                                                                     |
| 9-7-2021                                                                | Brasilia                                                                | Colombia                                                                | 3 – 2                                                                   | Perù                                                                    | Coppa America 2021 - Finale 3º posto                                    | -                                                                       | 90+3’                                                                   |
| 11-11-2021                                                              | San Paolo                                                               | Brasile                                                                 | 1 – 0                                                                   | Colombia                                                                | Qual. Mondiali 2022                                                     | -                                                                       | 78’                                                                     |
| 16-11-2021                                                              | Barranquilla                                                            | Colombia                                                                | 0 – 0                                                                   | Paraguay                                                                | Qual. Mondiali 2022                                                     | -                                                                       |                                                                         |
| 24-3-2022                                                               | Barranquilla                                                            | Colombia                                                                | 3 – 0                                                                   | Bolivia                                                                 | Qual. Mondiali 2022                                                     | -                                                                       | 66’                                                                     |
| Totale                                                                  |                                                                         | Presenze                                                                | 45                                                                      |                                                                         | Reti                                                                    | 8                                                                       |                                                                         |

| Cronologia completa delle presenze e delle reti in nazionale (partite non ufficiali) ― Colombia | Cronologia completa delle presenze e delle reti in nazionale (partite non ufficiali) ― Colombia | Cronologia completa delle presenze e delle reti in nazionale (partite non ufficiali) ― Colombia | Cronologia completa delle presenze e delle reti in nazionale (partite non ufficiali) ― Colombia | Cronologia completa delle presenze e delle reti in nazionale (partite non ufficiali) ― Colombia | Cronologia completa delle presenze e delle reti in nazionale (partite non ufficiali) ― Colombia | Cronologia completa delle presenze e delle reti in nazionale (partite non ufficiali) ― Colombia | Cronologia completa delle presenze e delle reti in nazionale (partite non ufficiali) ― Colombia |
| Data                                                                                            | Città                                                                                           | In casa                                                                                         | Risultato                                                                                       | Ospiti                                                                                          | Competizione                                                                                    | Reti                                                                                            | Note                                                                                            |
| ----------------------------------------------------------------------------------------------- | ----------------------------------------------------------------------------------------------- | ----------------------------------------------------------------------------------------------- | ----------------------------------------------------------------------------------------------- | ----------------------------------------------------------------------------------------------- | ----------------------------------------------------------------------------------------------- | ----------------------------------------------------------------------------------------------- | ----------------------------------------------------------------------------------------------- |
| 28-5-2012                                                                                       | Bogotà                                                                                          | Colombia                                                                                        | 7 – 1                                                                                           | Guyana                                                                                          | Amichevole                                                                                      | 2                                                                                               |                                                                                                 |
| Totale                                                                                          |                                                                                                 | Presenze                                                                                        | 1                                                                                               |                                                                                                 | Reti                                                                                            | 2                                                                                               |                                                                                                 |

## Palmarès

### Individuale
- Gran Galà del calcio AIC: 2

Giovane rivelazione della Serie A: 2012
Squadra dell'anno: 2021